# Lucía de Trípoli
Lucía (ca. 1265-1299) fue la última condesa de Trípoli.
Ella era la hija de Bohemundo VI de Antioquía, Príncipe de Antioquía y de Sibila de Armenia. Su hermano fue Bohemundo VII de Trípoli. Cuando Bohemundo VII murió en 1287, su madre nombró como regente Bertrand de Gibeleto. Este demostró ser muy impopular en la comuna de la ciudad, que había creado su propia administración. Lucía llegó entonces a Trípoli de Auxerre, donde se había casado en 1275 o 1278 con Narjot de Toucy. Para tomar el control de la provincia, aunque se opuso a la comuna y a Génova. Los genoveses, dirigidos por Benedetto Zaccaria, trataron de instalar un podestá, un administrador oficial de Génova, que habría hecho de Trípoli esencialmente una colonia genovesa. En esto, el líder de la comuna accedió a reconocer Lucía, pero inesperadamente Lucía se alió con los genoveses.
Los venecianos y los pisanos, que también tenía vínculos comerciales con Trípoli, fueron sorprendidas por esta y supuestamente conspiraron con el sultán Qalawun para atacar la ciudad. Lucía se alió con los Mongoles, que, a sabiendas de que Trípoli estaba demasiado débil para defenderse, incluso con su ayuda, pidió el apoyo de Europa, aunque la ayuda no se encontraba allí. Qalawun comenzó el Asedio de Trípoli en 1289 y la ciudad fue capturada en 26 de abril. Dos años más tarde Acre, el último puesto cruzado en Tierra Santa fue también capturado.
Aunque podía haber solicitado el título de conde a través de ella, Narjot de Toucy, el marido de Lucía, nunca llegó a Trípoli, ya que estaba atendiendo sus negocios en el Reino de Nápoles, donde murió en 1292. La fecha de la muerte de Lucía es desconocida. Narjot y Lucía tuvieron un hijo, Felipe II de Toucy, que heredó el señorío de Laterza a la muerte de Narjot y la reivindicación de Antioquía a la muerte de Lucía.